# Fei Xiaotong
Fei Xiaotong O Fei Hsiao-Tung (2 de novembre de 1910 – 24 d'abril de 2005) fou un antropòleg i sociòleg xinès. Va ser un investigador pioner i professor de sociologia i antropologia; conegut per la seva recerca sobre els grups ètnics de la Xina, per ser un activista social i per la seva tasca de divulgació introduint fenòmens socials i culturals de la Xina a la comunitat internacional. Va treballar com a professor de sociologia a la Universitat de Pequín.